# Henryk Prajs

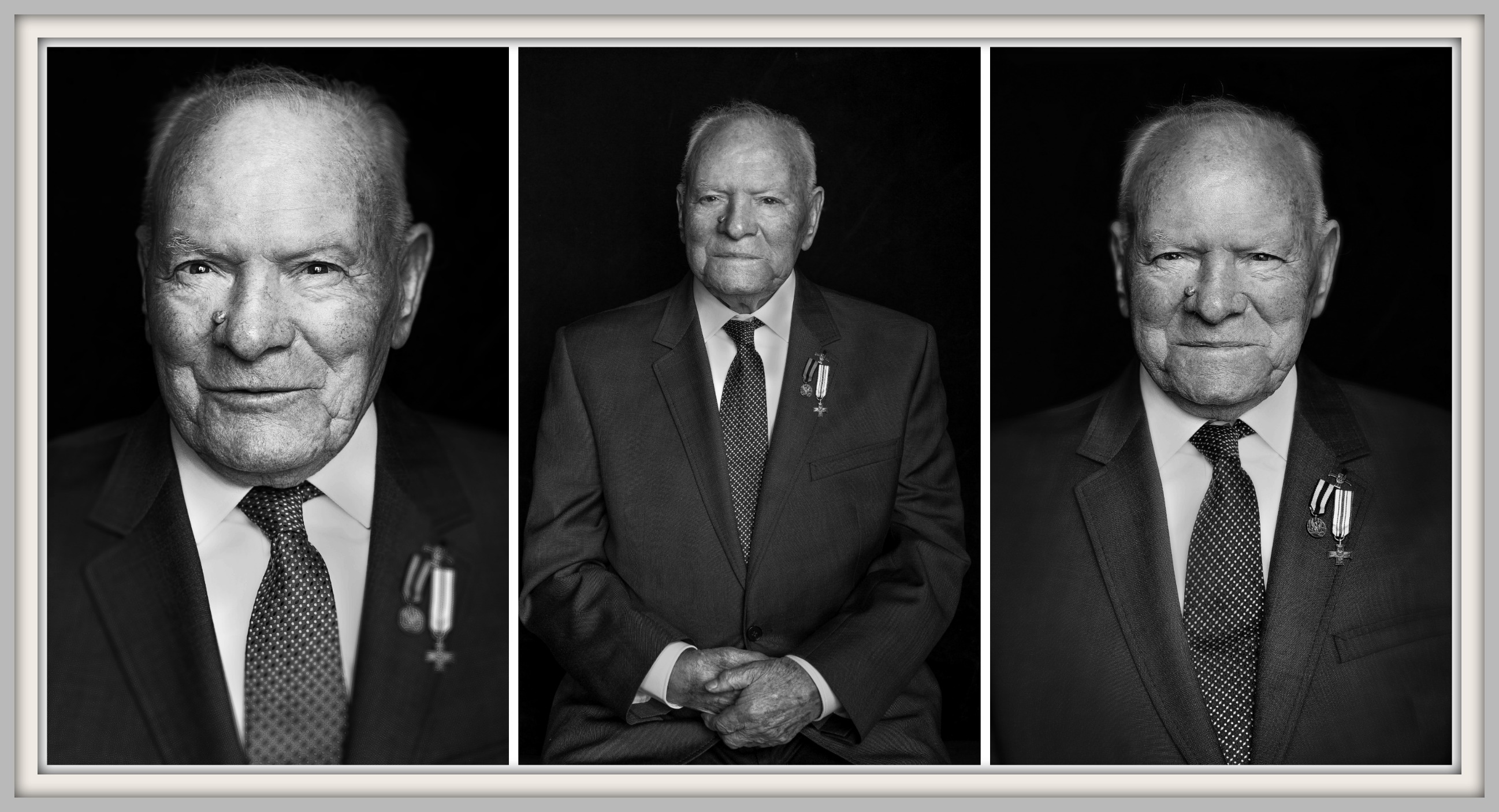
Henryk Prajs Studio 2016 rok

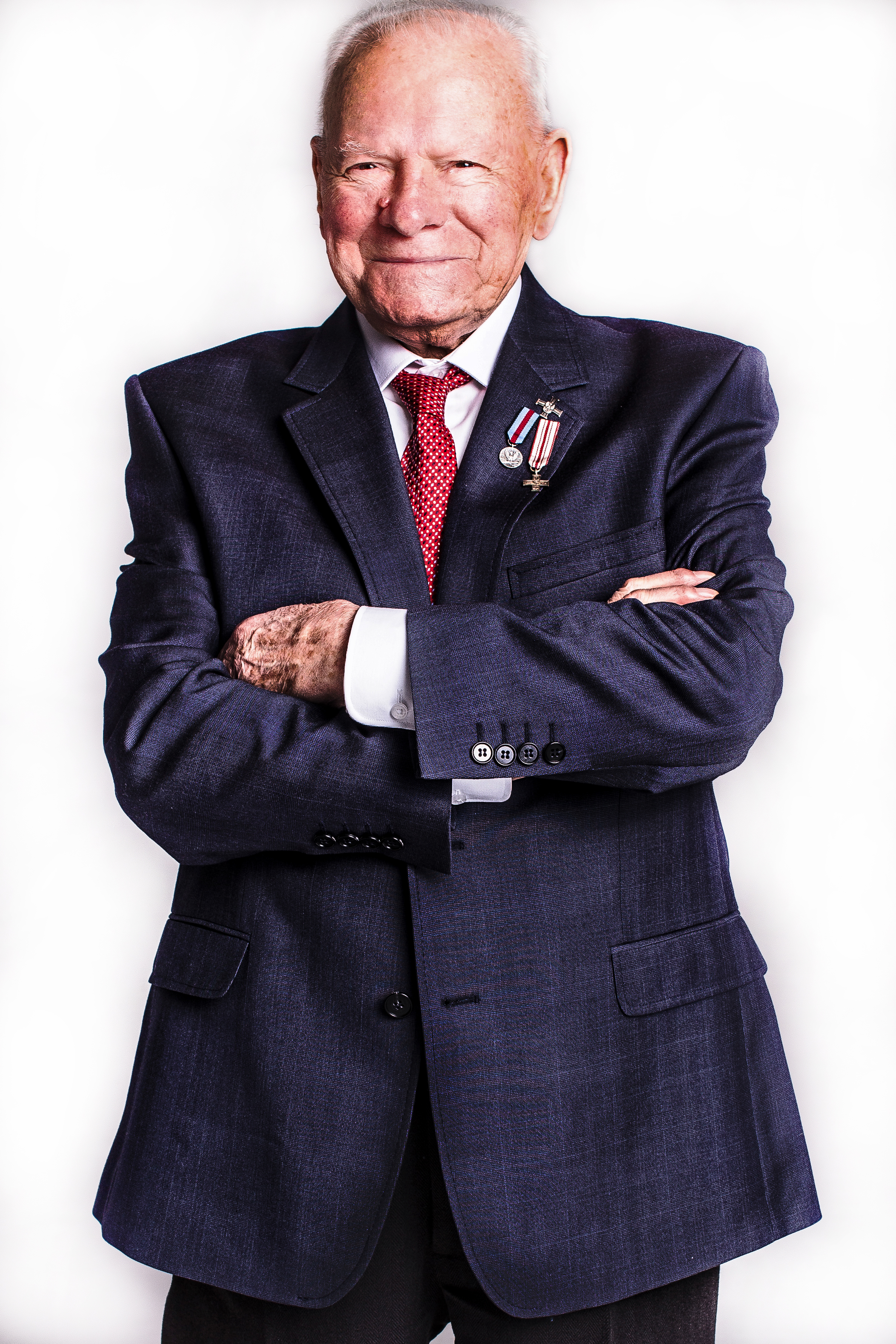
Henryk Prajs setna rocznica urodzin 2016 rok

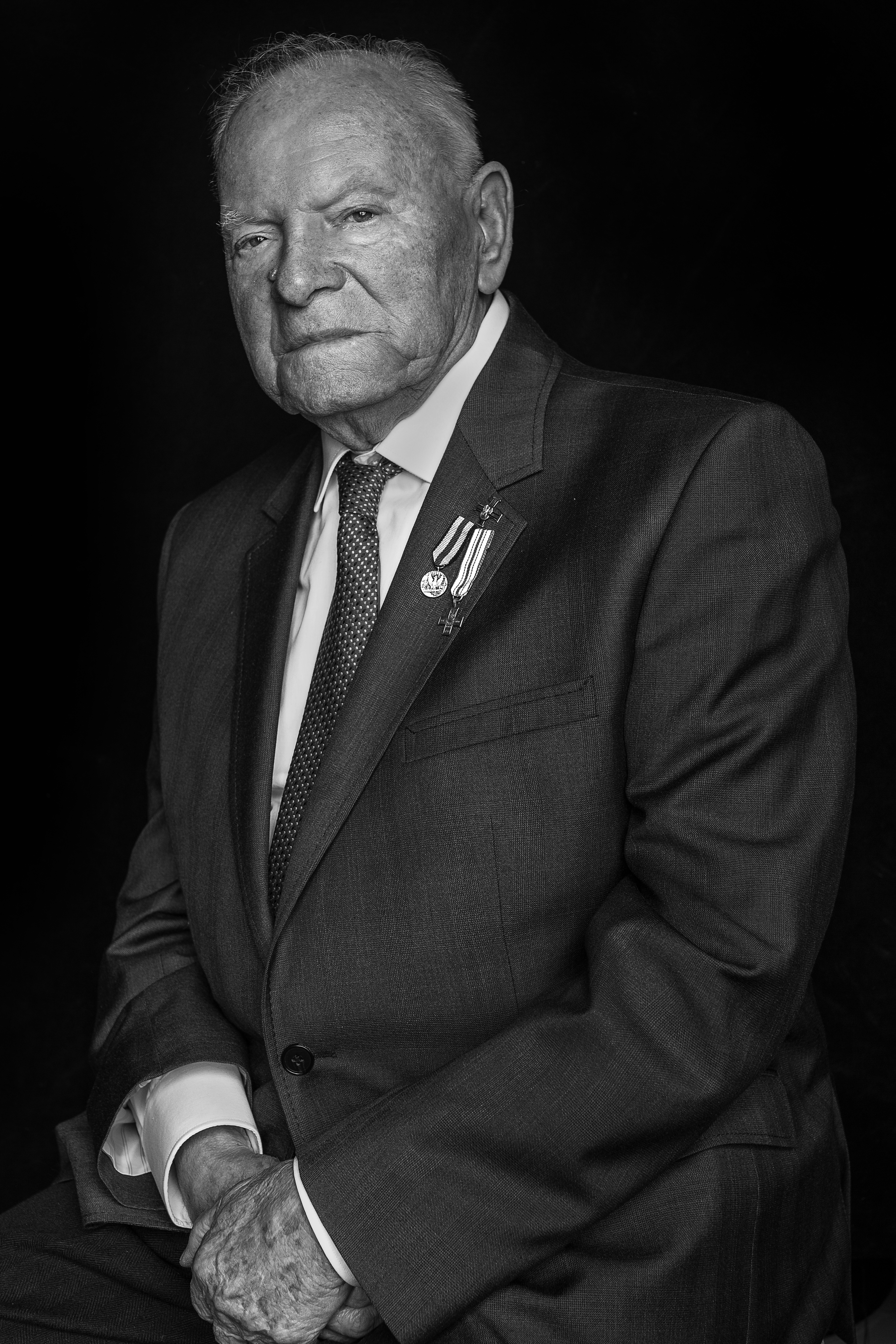
Henryk Prajs odznaczenie Pro Patia

Henryk Prajs (ur. 30 grudnia 1916 w Górze Kalwarii jako Abram Chaim Prajs, zm. 25 kwietnia 2018) – polski działacz społeczny i kombatancki pochodzenia żydowskiego, uczestnik II wojny światowej.

## Życiorys
Pochodził z ubogiej rodziny żydowskiej z Góry Kalwarii. Jego rodzicami byli Dawid Prajs (zm. w 1918 w wyniku bandyckiej napaści) oraz krawcowa Gołda Messing (córka radnego miejskiego Izraela Messinga). Miał dwoje rodzeństwa; starszą siostrę Gołdę i młodszego brata Dawida. Po śmierci ojca wychowywany był przez swojego stryja Jankiela. W młodości był działaczem syjonistycznym. Za namową matki kształcił się w zawodzie krawieckim i utrzymywał się z terminowania w miejscowych zakładach krawieckich i kaletniczych. Od 1937 służył w 3 pułku Szwoleżerów Mazowieckich im. Pułkownika Jana Kozietulskiego w Suwałkach, a następnie ukończył szkołę podoficerską (dosłużył się stopnia porucznika). Po agresji III Rzeszy na Polskę brał udział wraz z macierzystą jednostką w polskiej wojnie obronnej września 1939. W składzie Suwalskiej Brygady Kawalerii jako kapral uczestniczył 3 września w kontrnatarciu na terenie Prus Wschodnich, zaś 14 września został ciężko ranny w trakcie bitwy pod Olszewem i 17 września trafił do niewoli sowieckiej, w której przebywał przez trzy miesiące. 
W czasie okupacji niemieckiej początkowo przebywał w getcie w rodzinnej Górze Kalwarii, z którego zbiegł. Resztę okupacji spędził pod przybranym nazwiskiem Feliks Żołądek, ukrywany przez rodzinę Pokorskich z Rozniszewa (rodzina Pokorskich została za pomoc Henrykowi Prajsowi odznaczona medalem Sprawiedliwy Wśród Narodów Świata). W czasie holocaustu stracił całą rodzinę i przyjaciół. Zaraz po wojnie powrócił do Góry Kalwarii, gdzie ukończył technikum ogrodnicze. Do 1968 pełnił funkcję ławnika. W 1949 poślubił Czesławę Marię Wasilewską, a w 1950 przyszła na świat ich jedyna córka Eugenia Małgorzata.
Zaangażowany był w szereg działań na rzecz zachowania pamiątek po kalwaryjskich Żydach. Przyczynił się między innymi do ogrodzenia żydowskiego kirkutu. Przekazał liczne eksponaty do zbiorów Muzeum Historii Żydów Polskich POLIN, w tym spisaną przez siebie w czasie okupacji w języku jidysz historię Żydów z Góry Kalwarii. W momencie poprzedzającym śmierć był ostatnim Żydem z Góry Kalwarii. Był członkiem założycielem Stowarzyszenia Żydowski Dom Seniora Moszaw Zkenim. Henryk Prajs był także ostatnim żyjącym żołnierzem 3. Pułku Szwoleżerów Mazowieckich, biorąc czynny udział w popularyzacji tradycji polskiej kawalerii. Był współtwórcą i aktywnym członkiem Honorowego Szwadronu Trzeciego Pułku Szwoleżerów. Przez wiele lat co roku uczestniczył w uroczystościach rocznicowych bitwy pod Olszewem. Był bohaterem jednego z odcinków serialu dokumentalnego TVP z serii Notacje historyczne. 
25 stycznia 2017 w warszawskiej Synagodze im. Małżonków Nożyków z okazji setnych urodzin Henryka Prajsa odbyła się uroczystość, w trakcie której Dyrektor Gabinetu Szefa Urzędu do Spraw Kombatantów i Osób Represjonowanych, Jacek Polańczyk, wręczył Henrykowi Prajsowi w imieniu p.o. Szefa UdSKiOR Jana Józefa Kasprzyka pamiątkową szablę.
Zmarł 25 kwietnia 2018 w wieku 101 lat. 29 kwietnia 2018 został pochowany na cmentarzu żydowskim przy ulicy Okopowej w Warszawie. W uroczystości pogrzebowej wzięli udział między innymi szef Urzędu do Spraw Kombatantów i Osób Represjonowanych Jan Józef Kasprzyk i naczelny rabin Polski Michael Schudrich.

## Odznaczenie
- Krzyż Kawalerski Orderu Odrodzenia Polski[2]